# مارتا بيريز
مارتا بيريز (بالإسبانية: Marta Pérez)‏ هي منافسة ألعاب القوى إسبانية، ولدت في 19 أبريل 1993.

## وصلات خارجية
- مارتا بيريز على موقع الاتحاد الدولي لألعاب القوى (الإنجليزية)
- مارتا بيريز على موقع الاتحاد الأوروبي لألعاب القوى (الإنجليزية)
- مارتا بيريز على موقع اللجنة الأولمبية الدولية (الإنجليزية)
- مارتا بيريز على موقع أوليمبيديا (الإنجليزية)